# بكير بن الأشج
بُكَيْر بن الأشَجّ هو بكير بن الأشج أبو عبد الله، ويقال أبو يوسف، القرشي، المدني، ثم المصري، أحد الأعلام، معدود في صغار التابعين محدث ثقة، فقيه.
روى عن السائب بن يزيد، وأبي أمامة بن سهل، وسليمان بن يسار، ومحمود بن لبيد، وخلق كثير. رورى عنه: يزيد بن أبي حبيب، والليث بن سعد، وطائفة. وما ذكر مالك بكيراً إلا قال: كان من العلماء. وقال أبو الحسن ابن البراء: لم يكن بالمدينة بعد كبار التابعين أعلم من ابن شهاب، وبكير بن الأشج، ويحيى بن سعيد. ولد ونشأ بالمدينة، ورحل إلى مصر، فأقام بها إلى أن توفي عام 122هـ - 720م.

## اقرأ أيضاً
سليمان بن يسار .
يزيد بن أبي حبيب .
الليث بن سعد .
يحيى بن سعيد .
1. 1 2  الموسوعة العربية العالمية، الطبعة الثانية، مجلد 5